# Le Réseau Corneille
 (décembre 2023).
Si vous disposez d'ouvrages ou d'articles de référence ou si vous connaissez des sites web de qualité traitant du thème abordé ici, merci de compléter l'article en donnant les références utiles à sa vérifiabilité et en les liant à la section « Notes et références ».
Le Réseau Corneille (Jackdaws) est un roman de l'écrivain britannique Ken Follett, paru en 2001.

## Résumé
Ce roman d'espionnage se déroule dans la France de 1944, à quelques jours du Débarquement de Normandie. Il décrit les difficultés rencontrées par Betty, officier de l'armée britannique experte en sabotage, pour réunir une équipe exclusivement féminine qui aura pour but de déstabiliser le réseau de communications allemand en France.

## Adaptation
Une adaptation en série TV est annoncée pour TF1.